# Винченцо Галилей
Винченцо Галилей (на италиански: Vincenzo Galilei) е италиански лютнист, композитор и музикален теоретик. Той е важна фигура в музикалния живот на късния Ренесанс и допринася значително за музикалната революция, поставила началото на барока в музиката. Той е и баща на известния астроном и физик Галилео Галилей.

## Биография
Роден е на 3 април 1520 година в Санта Мария а Монте, край Флоренция. Той е добър лютнист и учи във Венеция при Джозефо Зарлино, най-значимия музикален теоретик на 16 век. По-късно се свързва с групата поети и музиканти, известна като Флорентинска камерата, и проявява интерес към възраждането на древногръцката музика и драма.
Галилей е автор на две книги с мадригали, на музика за лютня, както и на значително количество музика за глас и лютня, която е и най-значимият му принос, предшестващ стила на ранния барок.
Умира на 2 юли 1591 година във Флоренция на 71-годишна възраст.